# Лук тёмнопыльниковый
Лук тёмнопыльниковый (лат. Allium melanantherum) — вид однодольных растений рода Лук (Allium) семейства Амариллисовые (Amaryllidaceae). Впервые описан сербским ботаником Йосифом Панчичем в 1883 году.
Реликт третичного периода.

## Распространение и среда обитания
Ареал — Болгария, север Греции, восток Республики Северная Македония и юго-восток Сербии.
Встречается на лугах и пастбищах на высоте до 2000 м.

## Ботаническое описание
Луковичный геофит.
Стебель длиной 13—40 см.
Луковица с перепончатой оболочкой диаметром 1—1,5 см.
Листья нитевидные, у основания — узкояйцевидные или ланцетные.
Соцветие — зонтик, несёт от 3 до 25 цветков розового цвета, с красной прожилкой на лепестках.
Плод — коробочка размером 0,4 см.
Цветёт в конце июля и августе.

## Охранный статус
Относительно распространённый вид со стабильной популяцией. По данным Международного союза охраны природы вид не имеет угроз к исчезновению (статус «LC»).

## Синонимы
Синонимичные названия:
- Allium thracicum Halácsy & Georgiev
- Allium thracicum var. nutans Cheshm.
- Allium thracicum subsp. pygmaeum Cheshm.